# ارتان آداتپه
ارتان آداتپه (انگلیسی: Ertan Adatepe؛ زادهٔ ۱ ژانویهٔ ۱۹۳۸) بازیکن فوتبال اهل ترکیه است.
از باشگاه‌هایی که در آن بازی کرده‌است می‌توان به باشگاه فوتبال گالاتاسرای، باشگاه فوتبال آنکاراگوچو، و باشگاه ورزشی گوزتپه اشاره کرد.
وی همچنین در تیم‌های ملی فوتبال جوانان ترکیه، Turkey B national football team، و ترکیه بازی کرده‌است.